# Banksia speciosa
Banksia speciosa är en tvåhjärtbladig växtart som beskrevs av Robert Brown. Banksia speciosa ingår i släktet Banksia och familjen Proteaceae. Inga underarter finns listade i Catalogue of Life.